# Sclerophrys brauni
Sclerophrys brauni – gatunek płaza bezogonowego z rodziny ropuchowatych (Bufonidae).

## Systematyka
Gatunek został przeniesiony do rodzaju Sclerophrys z liczącego niegdyś wiele znacznie różniących się między sobą płazów rodzaju Bufo.
Poniższy kladogram za Van Bocxlaer et al. ilustruje pokrewieństwa z pokrewnymi gatunkami:
|  | Sclerophrys brauni |
|  |                    |
|  | Sclerophrys poweri |
|  |                    |

|  | \| \| Sclerophrys gracilipes \| \| \| \| \| \| Sclerophrys gutturalis \| \| \| \| |
|  |                                                                                   |
|  | Sclerophrys garmani                                                               |
|  |                                                                                   |
|  | Sclerophrys gracilipes                                                            |
|  |                                                                                   |
|  | Sclerophrys gutturalis                                                            |
|  |                                                                                   |

|  | Sclerophrys gracilipes |
|  |                        |
|  | Sclerophrys gutturalis |
|  |                        |

|  | \| \| Sclerophrys gracilipes \| \| \| \| \| \| Sclerophrys gutturalis \| \| \| \| |
|  |                                                                                   |
|  | Sclerophrys garmani                                                               |
|  |                                                                                   |
|  | Sclerophrys gracilipes                                                            |
|  |                                                                                   |
|  | Sclerophrys gutturalis                                                            |
|  |                                                                                   |

|  | Sclerophrys gracilipes |
|  |                        |
|  | Sclerophrys gutturalis |
|  |                        |

|  | Sclerophrys brauni |
|  |                    |
|  | Sclerophrys poweri |
|  |                    |

|  | \| \| Sclerophrys gracilipes \| \| \| \| \| \| Sclerophrys gutturalis \| \| \| \| |
|  |                                                                                   |
|  | Sclerophrys garmani                                                               |
|  |                                                                                   |
|  | Sclerophrys gracilipes                                                            |
|  |                                                                                   |
|  | Sclerophrys gutturalis                                                            |
|  |                                                                                   |

|  | Sclerophrys gracilipes |
|  |                        |
|  | Sclerophrys gutturalis |
|  |                        |

|  | \| \| Sclerophrys gracilipes \| \| \| \| \| \| Sclerophrys gutturalis \| \| \| \| |
|  |                                                                                   |
|  | Sclerophrys garmani                                                               |
|  |                                                                                   |
|  | Sclerophrys gracilipes                                                            |
|  |                                                                                   |
|  | Sclerophrys gutturalis                                                            |
|  |                                                                                   |

|  | Sclerophrys gracilipes |
|  |                        |
|  | Sclerophrys gutturalis |
|  |                        |

## Występowanie
Płaz ten jest endemitem Tanzanii, gdzie spotyka się go na wschodzie kraju. Występuje w górach Usambara (wschodnich, jak i zachodnich), Uluguru i Udzungwa.
Sclerophrys brauni zamieszkuje wysokości od 700 (być może mniej) do 1800 metrów nad poziomem morza. Jego habitat to górskie i podgórskie lasy. Przebywa w ściółce lub w strumieniach. Wiedzie lądowy ryb życia.

## Rozmnażanie
Ma miejsce w leśnych strumieniach.

## Status
W Czerwonej księdze gatunków zagrożonych IUCN płaz ten od 2015 roku klasyfikowany jest jako gatunek najmniejszej troski (LC, ang. Least Concern); wcześniej, od 2004 roku uznawano go za gatunek zagrożony (EN, ang. Endangered).
Nie jest to zwierzę rzadkie, ale wskutek utraty siedlisk jego liczebność spada.
Potrafi przystosować się do środowisk zmienionych przez człowieka i jego działalność, ale nie spotyka się go na terenach wylesionych, chyba że w bezpośrednim sąsiedztwie lasu.
Zagrożony jest głównie przez deforestację powodowaną przez rozwój rolnictwa i osadnictwa oraz pozyskiwanie drewna.